# Kassiový květ

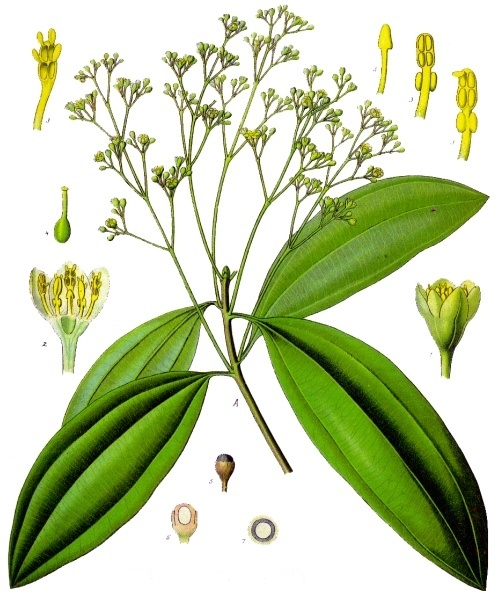
Cinnamomum aromaticum syn. C. cassia.

Kassiové květy (též skořicové květy) jsou druhem koření. Jedná se o usušené nevyvinuté plody skořicovníku čínského (Cinnamomum cassia). Sbírají se těsně po odkvětu. Mají skořicovou vůni a používají se při výrobě skořicového oleje. Někdy se kassiové květy připravují i z jiných skořicovníků. Anglicky se označují jako cassia buds.